# Saïd Ramadan
Pour les articles homonymes, voir Ramadan (homonymie).
Saïd Ramadan (arabe : سعيد رمضان), né le 12 avril 1926 à Shibin el-Kom dans le delta du Nil, mort le 4 août 1995 à Genève, est un panislamiste, gendre et héritier spirituel du fondateur des Frères musulmans Hassan el-Banna et lui-même fondateur de la branche palestinienne du mouvement. Il a fondé en 1958 la Société islamiste d'Allemagne, puis la Ligue musulmane mondiale. Il est le père de Hani et Tariq Ramadan.

## Biographie

### Les années 1940 et 1950
Il entend Hassan el-Banna pour la première fois à 14 ans dans une conférence à Tanta et rallie les Frères musulmans alors qu’il est encore collégien. El-Banna le distingue rapidement et le choisit comme secrétaire personnel et éditeur de son hebdomadaire Al Shihab. Il lui fera épouser sa fille aînée Wafa. Le couple aura cinq garçons (Aymen, Bilal, Yasser, Hani et Tariq) et une fille (Arwa).
Il est envoyé en Palestine et fonde la branche de Jérusalem des Frères musulmans en octobre 1945. En Jordanie, il prêche à la mosquée Al-Husseini d’Amman fréquentée par le roi Abdallah. Ce dernier est impressionné et c’est ainsi que l’organisation d’Al Banna obtient un permis d’activité en 1946. Cette même année, il achève en Égypte à l’université du Caire ses études de droit islamique. En mai 1948, il repart avec des volontaires pour la Palestine aider Abdel-Kader al-Husseini, neveu d’Amin al-Husseini à lutter contre le jeune état hébreu. Abdallah le nomme chef de la cour militaire de Jérusalem, mais il démissionne après deux mois. Il gardera toujours, semble-t-il, un passeport jordanien octroyé à cette époque. Néanmoins, selon un document du renseignement allemand, ce passeport aurait été délivré par l’entremise des États-Unis à l’époque de la guerre froide, lorsqu’une alliance avec les Frères musulmans était jugée souhaitable.
L’établissement d’Israël s’avérant inéluctable, la Palestine est momentanément délaissée et il est envoyé en 1948 au Pakistan qui a fait de l’islam la base de son identité nationale et semble donc un terrain prometteur pour les projets des Frères musulmans. Il représente l’organisation à la Conférence islamique mondiale de Karachi. Il déploie beaucoup d’activités et se fait apprécier, liant en particulier connaissance avec Abdul Ala Mawdudi. Il dispose d’un temps de parole dans le programme arabe de Radio Pakistan. Arborant le jinnah, il jouera durant les années 1950 le rôle d’une sorte d’ambassadeur culturel du Pakistan dans les pays arabes. Il reçoit un passeport diplomatique qu’il utilisera lorsque sa nationalité égyptienne aura été révoquée.
Le 8 décembre 1948, après l’assassinat du Premier ministre égyptien par les Frères musulmans, le mouvement est déclaré illégal. Hassan el-Banna est assassiné à son tour par des agents du gouvernement le 12 février 1949. Bien qu’il ne prenne pas sa succession officielle, Saïd Ramadan devient son successeur spirituel. Il retourne en Égypte en 1950, le ban contre les Frères musulmans ayant été levé, et y publie à partir de 1952 le mensuel Al-Muslimun où il présente, entre autres, les idées d’Abdul Ala Mawdudi. C’est ainsi qu’il fait la connaissance de Sayyid Qutb qu’il encourage à écrire Jalons sur la route de l’islam (1964).
Au début des années 1950, les États-Unis s’intéressent aux Frères musulmans comme alliés potentiels contre Nasser et l’établissement de régimes communistes au Moyen-Orient. Talcott Seelye (en), diplomate en poste en Jordanie, le rencontre. En 1953, il participe à un colloque sur la culture islamique à l’université de Princeton, co-sponsorisé par la Bibliothèque du Congrès, qui sert de prétexte à un contact entre le gouvernement américain et les islamistes.
En 1954, lors de la répression suivant l'attentat contre Nasser, les Frères musulmans sont de nouveau dissous. Saïd Ramadan est arrêté mais relâché après quatre mois de détention grâce à l’intervention du Général Naguib. Expulsé néanmoins, il se rend avec Sayyid Qutb à Jérusalem pour une nouvelle Conférence islamique mondiale dont il est élu secrétaire général, mais Glubb Pacha le bannit de Jérusalem. Il s’installe alors à Damas où il relance en 1956 Al Muslimun. Les lois syriennes l’obligeant à recourir à un rédacteur local, il choisit Mustafa Siba'i. Entre 1956 et 1958, il va et vient entre la Jordanie, la Syrie, le Liban et l’Arabie saoudite, s’activant pour donner de l’élan aux Frères musulmans et persuader le prince Fayçal de l’aider à établir des centres islamiques en Europe. Il est en effet clair que le Pakistan n’est pas en mesure de réaliser les espoirs placés en lui, à savoir devenir la base de l’islamisation mondiale.

### Exil suisse
Saïd Ramadan se fixe à Genève en août 1958, et se rend cette même année en Allemagne où il prend contact avec les fondateurs du futur Centre islamique de Munich (IDG). En 1959, il obtient un doctorat de droit (jurisprudence de la charia) de l’université de Cologne. Selon Gerhard Kegel, son directeur de thèse, « il était convenable et intelligent, sinon un petit peu fanatique. » Il reprend Al-Muslimun dont la publication s’est interrompue en Égypte et en Syrie pour des raisons politiques. Il en poursuivra la publication jusqu’en 1967, lorsque les Saoudiens cesseront leurs subventions.
Poursuivant son idéal panislamique, il envisage de créer une chaîne de centres islamiques dans les principales capitales d’Europe, qui seraient indépendants de toute ingérence gouvernementale. Le premier prend forme à Munich. Il s’agissait au départ d’un projet pour la construction d’une mosquée à destination d’anciens transfuges de l’Armée rouge issus des républiques musulmanes d’URSS, dont l’initiative revient à un Allemand devenu après-guerre un free lance du renseignement.
Des conflits ayant fait fuir les bénéficiaires d’origine, le comité se retrouve contrôlé par Saïd Ramadan et Ghaleb Himmat, d’origine syrienne, qui se sont impliqués dans le projet. Le comité pour l’établissement d’une mosquée deviendra l’Islamische Gemeinschaft in Deutschland (IGD), organisation considérée aujourd'hui par les autorités comme la branche allemande des Frères musulmans,. Ramadan s’en fera progressivement évincer par son partenaire et en abandonne officiellement la direction en 1968. Il se concentre sur le Centre islamique de Genève qu’il a fondé en 1961 avec l’aide de Muhammad Natsir, Muhammad Assad, Muhammad Hamidullah, Zafar Ahmad al-Ansâri et Abu al-Hassan a’-Nadawiet. Munich et Genève seront les premières bases européennes des Frères musulmans. Un centre est aussi établi à Londres en 1964 avec l’aide de Riad Al Droubie, Ja'far Sheikh Idris et T. Hassan. Selon le CIG, ces centres auraient été financés jusqu’en 1971 par la Ligue islamique mondiale que Saïd Ramadan contribue à fonder à la Mecque en 1962.
Le 30 août 1965, Nasser accuse officiellement les Frères musulmans d’avoir reconstitué leur organisation et de fomenter un coup d’État. Leur leader, Sayyid Qutb, est arrêté, jugé et pendu le 29 août 1966. Saïd Ramadan est également au nombre des accusés. Condamné par contumace à trois peines de 25 ans, il perd sa nationalité égyptienne. Il ne fera aucune tentative pour la récupérer, même tard dans sa vie lorsque l’attitude du gouvernement égyptien se sera un peu assouplie ; il ne prendra pas non plus la nationalité suisse et sera considéré par les autorités de son pays de résidence comme étant d’« origine pakistanaise » en vertu du passeport diplomatique de ce pays qu’il détient (mais il serait entré en Suisse en 1958 avec un passeport jordanien). À Genève, il est un temps menacé de kidnapping par des agents égyptiens. Là, il devient l'ami de François Genoud, récemment converti à l'islam, connu pour avoir financé des combattants palestiniens et le FLN algérien.
Par la suite, il se consacre à l’inspiration du panislamisme à travers l’écriture. Il collabore à l’établissement du Conseil islamique européen à Londres en 1973.
Il meurt le 4 août 1995. Son premier souhait de sépulture, Médine, n’est pas accepté par les autorités saoudiennes. Le second, le cimetière Imam Shafi'i du Caire auprès de Hassan el-Banna est finalement exaucé le 9 août. Les présidents Moubarak et Arafat et le roi Hussein font parvenir des télégrammes de condoléances.

## Influences
Saïd Ramadan a entretenu une correspondance avec Malcolm X qu’il a accueilli deux fois à Genève et été le mentor de Dawud Salahuddin (en) qui assassina en 1980 l’opposant iranien Ali Akbar Tabatabai à Bethesda, Maryland. Il fut même soupçonné de l’avoir abrité à Genève sur le chemin de sa fuite vers l’Iran.
Il a été soupçonné d’être l’auteur du Projet, un plan d’islamisation de l’Europe daté de 1982, découvert en 2001 par les renseignements suisses au domicile de Youssef Moustafa Nada.
En 1953, Eisenhower reçut dans le Bureau ovale une délégation incluant Saïd Ramadan des Frères musulmans, qui était le chef coordinateur d'organisations associées au Pakistan agissant pour la Ligue islamique mondiale, ainsi qu'au sein du Jamaat-e-Islami.
Le journaliste d'investigation indépendant Robert Dreyfuss a rapporté que lorsque Ramadan était à Karachi, il contribua à organiser un courant islamiste au sein des étudiants de l'université. Il cita également des rapports suisses expliquant que Ramadan était « un agent de renseignement agissant pour le compte des Anglais et des Américains. »

## Publications
- Mensuel Al Muslimun
- Islamic Law, Its Scope and Equity (Macmillan, Londres 1961).

Son fils aîné Aymen, neurochirurgien, s’occupe des publications de son père et en écrit les préfaces.